# Elymus russellii
Elymus russellii là một loài thực vật có hoa trong họ Hòa thảo. Loài này được (Melderis) Cope mô tả khoa học đầu tiên năm 1982.